# Saxifraga kolenatiana
Saxifraga kolenatiana es una especie de planta fanerógama perteneciente a la familia Saxifragaceae originaria de Asia. 

## Taxonomía
Saxifraga kolenatiana fue descrita por Eduard August von Regel y publicado en Index Seminum (St. Petersburg) (1865) 39.
Etimología
Saxifraga: nombre genérico que viene del latín saxum, ("piedra") y frangere, ("romper, quebrar"). Estas plantas se llaman así por su capacidad, según los antiguos, de romper las piedras con sus fuertes raíces. Así lo afirmaba Plinio, por ejemplo.
kolenatiana: epíteto latino que significa "con grandes hojas".
Sinonimia
- Saxifraga cartilaginea var. kolenatiana  (Regel)
- Saxifraga cotyledon  M. Bieb.[3]

Cultivares
- Saxifraga 'Hare Knoll Beauty'
- Saxifraga 'Kathleen Pinsent'
- Saxifraga 'Sendtneri'